# Втрати 25-ї окремої повітрянодесантної бригади
В статті описано деталі загибелі бійців 25-ї окремої повітрянодесантної бригади у російсько-українській війні.

## Обставини втрат
- 13 червня 2014 року перший серйозний бій. Загинув Антон Ігнатченко, який прикривав позиції розвідгрупи.
- 14 червня 2014 року літак Іл-76, який заходив на посадку в луганський аеропорт, було збито російськими терористами, загинуло 40 десантників бригади й 9 членів екіпажу.[1]
- 19 червня 2014 року в боях за Красний Лиман загинули 6 осіб.

## Список загиблих
| Прізвище, ім'я, по батькові            | Військове звання, посада                                                                                            | Місце народження                                                     | Дата загибелі     | Вік             | Опис |  |
| -------------------------------------- | --- | -------------------------------------------------------------------- | ----------------- | --------------- | --- |  |
| Гіржеу Руслан Станіславович            | солдат, механік-водій                                                                                               | Десантне, Кілійський район, О Одеська область                        | 16 травня 2014    | 20 років        | Загинув поблизу міста Краматорськ, внаслідок нещасного випадку. |  |
| Ігнатченко Антон Геннадійович          | солдат, механік-водій                                                                                               | Кривий Ріг, Дніпропетровська область                                 | 13 червня 2014    | 18 років        | Під час виконання бойового завдання у складі розвідгрупи під Слов'янськом загинув у бою з терористами. Знищивши вогневу точку противника, врятував життя своїх бойових побратимів.                                         |  |
| Бахур Віталій Володимирович            | старший лейтенант, заступник командира батареї, інструктор з повітряно-десантної підготовки                         | Зозулі (Золочівський район), Львівська область                       | 14 червня 2014    | 24 роки         | Загинув близько першої години ночі в військово-транспортному літаку Іл-76 який був збитий терористами при заході на посадку в аеропорту Луганська.                                                                         |  |
| Грабовий Валерій Миколайович           | старший лейтенант, заступник командира батареї по роботі з особовим складом                                         | Котовськ, Одеська область                                            | 14 червня 2014    | 44 роки         | Загинув близько першої години ночі в військово-транспортному літаку Іл-76 який був збитий терористами при заході на посадку в аеропорту Луганська.                                                                         |  |
| Алтунін Валерій Володимирович          | старший лейтенант, командир взводу                                                                                  | Кривий Ріг, Дніпропетровська область                                 | 14 червня 2014    | 44 роки         | Загинув близько першої години ночі в військово-транспортному літаку Іл-76 який був збитий терористами при заході на посадку в аеропорту Луганська.                                                                         |  |
| Манулов Сергій Федорович               | старший прапорщик, технік                                                                                           | Оксамитне, Болградський район, Одеська область                       | 14 червня 2014    | 33 роки         | Загинув близько першої години ночі в військово-транспортному літаку Іл-76 який був збитий терористами при заході на посадку в аеропорту Луганська.                                                                         |  |
| Бабан Віталій Юрійович                 | сержант, командир відділення                                                                                        | Олексіївка (Добровеличківський район), Кіровоградська область        | 14 червня 2014    | 20 років        | Загинув близько першої години ночі в військово-транспортному літаку Іл-76 який був збитий терористами при заході на посадку в аеропорту Луганська.                                                                         |  |
| Ковальчук Юрій Леонідович              | сержант, командир відділення                                                                                        | Дніпропетровськ                                                      | 14 червня 2014    | 37 років        | Загинув близько першої години ночі в військово-транспортному літаку Іл-76 який був збитий терористами при заході на посадку в аеропорту Луганська.                                                                         |  |
| Шумаков Сергій Вікторович              | сержант, старший стрілець                                                                                           | Стаханов, Луганська область                                          | 14 червня 2014    | 26 років        | Загинув близько першої години ночі в військово-транспортному літаку Іл-76 який був збитий терористами при заході на посадку в аеропорту Луганська.                                                                         |  |
| Рєзніков Євгеній Сергійович            | сержант, командир гармати                                                                                           | Кривий Ріг, Дніпропетровська область                                 | 14 червня 2014    | 32 роки         | Загинув близько першої години ночі в військово-транспортному літаку Іл-76 який був збитий терористами при заході на посадку в аеропорту Луганська.                                                                         |  |
| Кулібаба Руслан Миколайович            | сержант, водій-заправник                                                                                            | Нікополь, Дніпропетровська область                                   | 14 червня 2014    | 32 роки         | Загинув близько першої години ночі в військово-транспортному літаку Іл-76 який був збитий терористами при заході на посадку в аеропорту Луганська.                                                                         |  |
| Кучерявий Сергій Васильович            | молодший сержант, командир відділення                                                                               | Павлівка (Солонянський район), Дніпропетровська область              | 14 червня 2014    | 29 років        | Загинув близько першої години ночі в військово-транспортному літаку Іл-76 який був збитий терористами при заході на посадку в аеропорту Луганська.                                                                         |  |
| Гончаренко Сергій Валерійович          | молодший сержант, командир гармати                                                                                  | Ізюм, Харківська область                                             | 14 червня 2014    | 22 роки         | Загинув близько першої години ночі в військово-транспортному літаку Іл-76 який був збитий терористами при заході на посадку в аеропорту Луганська.                                                                         |  |
| Кива Владислав Миколайович             | молодший сержант, водій-машиніст                                                                                    | Томаківка, Дніпропетровська область                                  | 14 червня 2014    | 41 рік          | Загинув близько першої години ночі в військово-транспортному літаку Іл-76 який був збитий терористами при заході на посадку в аеропорту Луганська.                                                                         |  |
| Коснар Павло Леонідович                | молодший сержант, командир відділення                                                                               | Фрунзе, Киргизстан                                                   | 14 червня 2014    | 38 років        | Загинув близько першої години ночі в військово-транспортному літаку Іл-76 який був збитий терористами при заході на посадку в аеропорту Луганська.                                                                         |  |
| Шостак Сергій Михайлович               | старший солдат, стрілець-зенітник                                                                                   | Брагинівка, Петропавлівський район, Дніпропетровська область         | 14 червня 2014    | 32 роки         | Загинув близько першої години ночі в військово-транспортному літаку Іл-76 який був збитий терористами при заході на посадку в аеропорту Луганська.                                                                         |  |
| Ліфінцев Олег Васильович               | старший солдат, водій-заправник                                                                                     | Каховка, Херсонська область                                          | 14 червня 2014    | 28 років        | Загинув близько першої години ночі в військово-транспортному літаку Іл-76 який був збитий терористами при заході на посадку в аеропорту Луганська.                                                                         |  |
| Скалозуб Артем Валентинович            | старший солдат, старший навідник                                                                                    | Манвелівка, Васильківський район, Дніпропетровська область           | 14 червня 2014    | 24 роки         | Загинув близько першої години ночі в військово-транспортному літаку Іл-76 який був збитий терористами при заході на посадку в аеропорту Луганська.                                                                         |  |
| Каменєв Денис Сергійович               | старший солдат, помічник гранатометника                                                                             | Павлоград, Дніпропетровська область                                  | 14 червня 2014    | 24 роки         | Загинув близько першої години ночі в військово-транспортному літаку Іл-76 який був збитий терористами при заході на посадку в аеропорту Луганська.                                                                         |  |
| Кузнецов Антон Олександрович           | старший солдат, стрілець-зенітник                                                                                   | Нікополь, Дніпропетровська область                                   | 14 червня 2014    | 27 років        | Загинув близько першої години ночі в військово-транспортному літаку Іл-76 який був збитий терористами при заході на посадку в аеропорту Луганська.                                                                         |  |
| Авдєєв Костянтин Сергійович            | старший солдат, старший навідник                                                                                    | Дніпродзержинськ, Дніпропетровська область                           | 14 червня 2014    | 22 роки         | Загинув близько першої години ночі в військово-транспортному літаку Іл-76 який був збитий терористами при заході на посадку в аеропорту Луганська.                                                                         |  |
| Горда Анатолій Анатолійович            | старший солдат, старший механік-водій                                                                               | Новоолександрівка (Синельниківський район), Дніпропетровська область | 14 червня 2014    | 18 років        | Загинув близько першої години ночі в військово-транспортному літаку Іл-76 який був збитий терористами при заході на посадку в аеропорту Луганська.                                                                         |  |
| Мірошниченко Сергій Олександрович      | старший солдат, старший навідник                                                                                    | Дніпропетровськ                                                      | 14 червня 2014    | 19 років        | Загинув близько першої години ночі в військово-транспортному літаку Іл-76 який був збитий терористами при заході на посадку в аеропорту Луганська.                                                                         |  |
| Добропас Сергій Віталійович            | солдат, стрілець-зенітник                                                                                           | Червоний Лиман, Покровський район, Дніпропетровська область          | 14 червня 2014    | 23 роки         | Загинув близько першої години ночі в військово-транспортному літаку Іл-76 який був збитий терористами при заході на посадку в аеропорту Луганська.                                                                         |  |
| Дубяга Станіслав Вікторович            | солдат, стрілець-зенітник                                                                                           | Кривий Ріг, Дніпропетровська область                                 | 14 червня 2014    | 26 років        | Загинув близько першої години ночі в військово-транспортному літаку Іл-76 який був збитий терористами при заході на посадку в аеропорту Луганська.                                                                         |  |
| Коренченко Олег Володимирович          | солдат, номер обслуги                                                                                               | Дніпропетровськ                                                      | 14 червня 2014    | 23 роки         | Загинув близько першої години ночі в військово-транспортному літаку Іл-76 який був збитий терористами при заході на посадку в аеропорту Луганська.                                                                         |  |
| Котов Олександр Олександрович          | солдат, стрілець-зенітник                                                                                           | Нова Дача (Павлоградський район), Дніпропетровська область           | 14 червня 2014    | 23 роки         | Загинув близько першої години ночі в військово-транспортному літаку Іл-76 який був збитий терористами при заході на посадку в аеропорту Луганська.                                                                         |  |
| Лісной Сергій Володимирович            | солдат, механік-водій                                                                                               | Дніпродзержинськ, Дніпропетровська область                           | 14 червня 2014    | 35 років        | Загинув близько першої години ночі в військово-транспортному літаку Іл-76 який був збитий терористами при заході на посадку в аеропорту Луганська.                                                                         |  |
| Москаленко Сергій Олександрович        | солдат, номер обслуги                                                                                               | Нікополь, Дніпропетровська область                                   | 14 червня 2014    | 37 років        | Загинув близько першої години ночі в військово-транспортному літаку Іл-76 який був збитий терористами при заході на посадку в аеропорту Луганська.                                                                         |  |
| Санжаровець Артем Євгенович            | старший солдат, номер обслуги                                                                                       | Дніпропетровськ                                                      | 14 червня 2014    | 25 років        | Загинув близько першої години ночі в військово-транспортному літаку Іл-76 який був збитий терористами при заході на посадку в аеропорту Луганська.                                                                         |  |
| Токаренко Ігор Олександрович           | солдат, механік-водій                                                                                               | Брянка, Луганська область                                            | 14 червня 2014    | 19 років        | Загинув близько першої години ночі в військово-транспортному літаку Іл-76 який був збитий терористами при заході на посадку в аеропорту Луганська.                                                                         |  |
| Шульга Андрій Миколайович              | солдат, номер обслуги                                                                                               | Демурине, Межівський район, Дніпропетровська область                 | 14 червня 2014    | 21 рік          | Загинув близько першої години ночі в військово-транспортному літаку Іл-76 який був збитий терористами при заході на посадку в аеропорту Луганська.                                                                         |  |
| Левчук Павло Миколайович               | солдат, стрілець-зенітник                                                                                           | Токмак, Запорізька область                                           | 14 червня 2014    | 26 років        | Загинув близько першої години ночі в військово-транспортному літаку Іл-76 який був збитий терористами при заході на посадку в аеропорту Луганська.                                                                         |  |
| Кривошеєв Сергій Ігорович              | солдат, механік-водій                                                                                               | Новогригорівка (Бахмутський район), Донецька область                 | 14 червня 2014    | 18 років        | Загинув близько першої години ночі в військово-транспортному літаку Іл-76 який був збитий терористами при заході на посадку в аеропорту Луганська.                                                                         |  |
| Самохін Антон Олексійович              | старший солдат, слюсар-монтажник                                                                                    | Кропивницький, Кіровоградська область                                | 14 червня 2014    | 23 роки         | Загинув близько першої години ночі в військово-транспортному літаку Іл-76 який був збитий терористами при заході на посадку в аеропорту Луганська.                                                                         |  |
| Дмитренко Андрій Олегович              | солдат, номер обслуги                                                                                               | Апостолове, Дніпропетровська область                                 | 14 червня 2014    | 20 років        | Загинув близько першої години ночі в військово-транспортному літаку Іл-76 який був збитий терористами при заході на посадку в аеропорту Луганська.                                                                         |  |
| Бондаренко Віталій Юрійович            | солдат, гранатометник                                                                                               | Дніпропетровськ, Дніпропетровська область                            | 14 червня 2014    | 27 років        | Загинув близько першої години ночі в військово-транспортному літаку Іл-76 який був збитий терористами при заході на посадку в аеропорту Луганська.                                                                         |  |
| Авраменко Олександр Сергійович         | солдат, стрілець-зенітник                                                                                           | Гуляйполе, Запорізька область                                        | 14 червня 2014    | 25 років        | Загинув близько першої години ночі в військово-транспортному літаку Іл-76 який був збитий терористами при заході на посадку в аеропорту Луганська.                                                                         |  |
| Ніконов Павло Сергійович               | солдат, стрілець-зенітник                                                                                           | Дніпропетровськ, Дніпропетровська область                            | 14 червня 2014    | 24 роки         | Загинув близько першої години ночі в військово-транспортному літаку Іл-76 який був збитий терористами при заході на посадку в аеропорту Луганська.                                                                         |  |
| Проньков Ростислав Русланович          | солдат, номер обслуги                                                                                               | Горлівка, Донецька область                                           | 14 червня 2014    | 19 років        | Загинув близько першої години ночі в військово-транспортному літаку Іл-76 який був збитий терористами при заході на посадку в аеропорту Луганська.                                                                         |  |
| Малишенко Тарас Сергійович             | солдат, стрілець-зенітник                                                                                           | Першотравенськ, Дніпропетровська область                             | 14 червня 2014    | 30 років        | Загинув близько першої години ночі в військово-транспортному літаку Іл-76 який був збитий терористами при заході на посадку в аеропорту Луганська.                                                                         |  |
| Гайдук Ілля Віталійович                | солдат, номер обслуги                                                                                               | Кривий Ріг, Дніпропетровська область                                 | 14 червня 2014    | 21 рік          | Загинув близько першої години ночі в військово-транспортному літаку Іл-76 який був збитий терористами при заході на посадку в аеропорту Луганська.                                                                         |  |
| Лабунець Євген Сергійович              | старший солдат, помічник гранатометника                                                                             | Дніпропетровськ, Дніпропетровська область                            | 17 червня 2014    | 26 років        | Загинув біля с. Олексіївське Донецької області під час нападу на зведену колону МТЗ отримавши несумісні с життям поранення.                                                                                                |  |
| Клочко Андрій Вікторович               | капітан, начальник штабу дивізіону                                                                                  | Руська Лозова, Дергачівський район, Харківська область               | 19 червня 2014    | 31 рік          | Загинув у бою під Красним Лиманом. |  |
| Голополосов Юрій Олексійович           | старший прапорщик, командир бойової машини                                                                          | П'ятихатки, Дніпропетровська область                                 | 19 червня 2014    | 42 роки         | Загинув у бою під Красним Лиманом. |  |
| Люшенко Микола Миколайович             | прапорщик, головний сержант дивізіону                                                                               | Луканівка, Кривоозерський район, Миколаївська область                | 19 червня 2014    | 28 років        | Загинув у бою під Красним Лиманом. |  |
| Коваль Максим Олександрович            | старший сержант, головний сержант батареї                                                                           | Учкудук, Узбекистан                                                  | 19 червня 2014    | 26 років        | Загинув у бою під Красним Лиманом. |  |
| Мосьпан Віталій Олексійович            | молодший сержант, помічник гранатометника                                                                           | Дніпродзержинськ, Дніпропетровська область                           | 19 червня 2014    | 37 років        | Загинув у бою під Красним Лиманом. |  |
| Литвиненко Андрій Олександрович        | солдат, кочегар | Дніпропетровськ, Дніпропетровська область                            | 19 червня 2014    | 37 років        | Загинув у бою під Красним Лиманом. |  |
| Серебряков Олександр Вікторович        | старший солдат, помічник гранатометника                                                                             | Дніпропетровськ, Дніпропетровська область                            | 27 червня 2014    | 22 роки         | Загинув від кулі снайпера на блокпості № 5 під м. Слов'янськ. |  |
| Мендель Роман Володимирович            | сержант, командир бойової машини-командир відділення                                                                | Новопетрівка (Магдалинівський район), Дніпропетровська область       | 5 липня 2014      | 24 роки         | Загинув о 1.00 в результаті танкового обстрілу блокпосту під м. Слов'янськ. |  |
| Нікітін Ростислав Олегович             | старший солдат, старший стрілець                                                                                    | Дніпропетровськ, Дніпропетровська область                            | 30 липня 2014     | 20 років        | Загинув під час спроби батальйону взяти штурмом місто Шахтарськ. |  |
| Градиський Володимир Миколайович       | старший лейтенант, командир взводу                                                                                  | Дніпропетровськ, Дніпропетровська область                            | 31 липня 2014     | 43 роки         | Загинув внаслідок потужних обстрілів бойовиками з РСЗВ «Град» позицій силовиків, а також атаки бойовиків із засідки на колону БТР десантників поблизу м.Шахтарськ Донецької області.                                       |  |
| Федоряка Петро Вікторович              | старший лейтенант, командир взводу                                                                                  | Нова Гребля (Роменський район), Сумська область                      | 31 липня 2014     | 49 років        | Загинув під час спроби батальйону взяти штурмом місто Шахтарськ. |  |
| Шатайло Михайло Сергійович             | старший лейтенант, заступник командира роти з озброєння                                                             | Балта, Одеська область                                               | 31 липня 2014     | 24 роки         | Загинув під час спроби батальйону взяти штурмом місто Шахтарськ. Снаряд з танку супротивника влучив у бойову машину десанту, на якій він їхав.                                                                             |  |
| Джубатканов Артем Володмирович         | лейтенант, командир взводу                                                                                          | Миколаїв, Миколаївська область                                       | 31 липня 2014     | 24 роки         | Загинув під час спроби батальйону взяти штурмом місто Шахтарськ. |  |
| Халін Володимир Олександрович          | старший сержант, старший стрілець                                                                                   | Дніпропетровськ, Дніпропетровська область                            | 31 липня 2014     | 30 років        | Загинув під час спроби батальйону взяти штурмом місто Шахтарськ. |  |
| Жуков Антон В'ячеславович              | сержант, командир бойової машини                                                                                    | Дніпропетровськ, Дніпропетровська область                            | 31 липня 2014     | 28 років        | Загинув внаслідок потужних обстрілів бойовиками з РСЗВ «Град» позицій силовиків, а також атаки бойовиків із засідки на колону БТР десантників поблизу м.Шахтарськ Донецької області.                                       |  |
| Матусевич Віталій Олегович             | сержант, командир бойової машини                                                                                    | Жовті Води, Дніпропетровська область                                 | 31 липня 2014     | 27 років        | Загинув внаслідок потужних обстрілів бойовиками з РСЗВ «Град» позицій силовиків, а також атаки бойовиків із засідки на колону БТР десантників поблизу м.Шахтарськ Донецької області.                                       |  |
| Симоненко Дмитро Миколайович           | сержант, водій-кранівник                                                                                            | Глинськ (Роменський район), Сумська область                          | 31 липня 2014     | 24 роки         | Загинув внаслідок потужних обстрілів бойовиками з РСЗВ «Град» позицій силовиків, а також атаки бойовиків із засідки на колону БТР десантників поблизу м.Шахтарськ Донецької області.                                       |  |
| Сердюков Євген Сергійович              | молодший сержант, командир відділення                                                                               | Мецамор, Вірменія                                                    | 31 липня 2014     | 30 років        | Загинув під час спроби батальйону 25-ї окремої повітрянодесантної бригади взяти штурмом місто Шахтарськ. |  |
| Іванов Віталій Олександрович           | молодший сержант, командир бойової машини                                                                           | Дніпропетровськ, Дніпропетровська область                            | 31 липня 2014     | 22 роки         | Загинув внаслідок потужних обстрілів бойовиками з РСЗВ «Град» позицій силовиків, а також атаки бойовиків із засідки на колону БТР десантників поблизу м. Шахтарськ Донецької області.                                      |  |
| Гордієнко Віталій Олегович             | старший солдат, снайпер                                                                                             | Червоногригорівка, Нікопольський район, Дніпропетровська область     | 31 липня 2014     | 28 років        | Загинув під час спроби батальйону 25-ї окремої повітрянодесантної бригади взяти штурмом місто Шахтарськ. |  |
| Акімов Дмитро Анатолійович             | старший солдат, старший стрілець                                                                                    | Дніпропетровськ, Дніпропетровська область                            | 31 липня 2014     | 23 роки         | Загинув внаслідок потужних обстрілів бойовиками з РСЗВ «Град» позицій силовиків, а також атаки бойовиків із засідки на колону БТР десантників поблизу м. Шахтарськ Донецької області.                                      |  |
| Камінський Антон Олександрович         | старший солдат, стрілець-помічник гранатометника                                                                    | Дніпропетровськ, Дніпропетровська область                            | 31 липня 2014     | 27 років        | Загинув внаслідок потужних обстрілів бойовиками з РСЗВ «Град» позицій силовиків, а також атаки бойовиків із засідки на колону БТР десантників поблизу м. Шахтарськ Донецької області.                                      |  |
| Бригінець Олександр Вікторович         | старший солдат, старший стрілець                                                                                    | Кривий Ріг, Дніпропетровська область                                 | 31 липня 2014     | 30 років        | Загинув внаслідок потужних обстрілів бойовиками з РСЗВ «Град» позицій силовиків, а також атаки бойовиків із засідки на колону БТР десантників поблизу м. Шахтарськ Донецької області.                                      |  |
| Сочев Олександр Леонідович             | солдат, сапер | Дніпропетровськ, Дніпропетровська область                            | 31 липня 2014     | 38 років        | Загинув внаслідок потужних обстрілів бойовиками з РСЗВ «Град» позицій силовиків, а також атаки бойовиків із засідки на колону БТР десантників поблизу м. Шахтарськ Донецької області.                                      |  |
| Ковтун Станіслав Григорович            | солдат, гранатометник                                                                                               | Атюша, Коропський район, Чернігівська область                        | 31 липня 2014     | 28 років        | Загинув (отримав смертельне поранення в шию) внаслідок потужних обстрілів бойовиками з РСЗВ «Град» позицій силовиків, а також атаки бойовиків із засідки на колону БТР десантників поблизу м. Шахтарськ Донецької області. |  |
| Сєдов Олексій Олексійович              | солдат, стрілець | Дніпропетровськ, Дніпропетровська область                            | 31 липня 2014     | 23 роки         | Загинув під час спроби батальйону 25-ї окремої повітрянодесантної бригади взяти штурмом місто Шахтарськ. |  |
| Болтушенко Андрій Володимирович        | солдат, кулеметник 2-ї роти 1-го батальйону                                                                         | Дніпропетровськ, Дніпропетровська область                            | 31 липня 2014     | 30 років        | Загинув під час спроби батальйону 25-ї окремої повітрянодесантної бригади взяти штурмом місто Шахтарськ. |  |
| Посохов Дмитро Вікторович              | солдат, кулеметник                                                                                                  | Великий Бурлук (смт), Харківська область                             | 31 липня 2014     | 26 років        | Загинув під час спроби батальйону 25-ї окремої повітрянодесантної бригади взяти штурмом місто Шахтарськ. |  |
| Трегубчак Станіслав Олегович           | солдат, гранатометник                                                                                               | Кривий Ріг, Дніпропетровська область                                 | 31 липня 2014     | 24 роки         | Загинув під час спроби батальйону 25-ї окремої повітрянодесантної бригади взяти штурмом місто Шахтарськ. |  |
| Мельников Віктор Валерійович           | старший солдат | Павлоград                                                            | 5 серпня 2014     | 22 роки         | поблизу Орлово-Іванівки |  |
| Іванов Максим Олегович                 | солдат, стрілець-помічник гранатометника                                                                            | Дніпропетровськ                                                      | 8 серпня 2014     | 27 років        | Бої за Савур-Могилу (2014). |  |
| Кирилюк Василь Сергійович              | старший солдат, старший стрілець                                                                                    | Дніпродзержинськ, Дніпропетровська область                           | 16 серпня 2014    | 29 років        | Загинув під час обстрілу терористами з БМ-21 «Град» в ході пошуково-ударних дій під містом Жданівка. |  |
| Приходько Дмитро Вікторович            | солдат, розвідник-далекомірник                                                                                      | Лозова                                                               | 17 серпня 2014    | 24 роки         | Загинув під час обстрілу терористами з БМ-21 «Град» в ході пошуково-ударних дій під селищем Комунар. |  |
| Ковальчук Сергій Вікторович            | солдат, | Новогурівка,                                                         | 10 січня 2015     | 19 років        | помер від поранень. |  |
| Воробйов Андрій Олександрович          | старший солдат, |                                                                      | 18 січня 2015     | 20 років        | |  |
| Жадан Олексій Валентинович             | старший солдат, |                                                                      | 22 січня 2015     |                 | |  |
| Закарлюка Микола Володимирович         | молодший сержант,                                                                                                   |                                                                      | 22 січня 2015     |                 | |  |
| Кучер Микола Миколайович               | старший солдат, |                                                                      | 22 січня 2015     |                 | |  |
| Черніков Олександр Юрійович            | солдат, |                                                                      | 22 січня 2015     |                 | |  |
| Стародуб Андрій Вікторович             | старший солдат, |                                                                      | 22 січня 2015     |                 | |  |
| Ткач Андрій Євгенович                  | солдат |                                                                      | 22 січня 2015     |                 | |  |
| Головко Анатолій Олександрович         | старший солдат | с. Олександропіль, Солонянський район, Дніпропетровська область      | 9 березня 2015    | 38 років        | Загинув під Авдіївкою |  |
| Максюта Олександр Анатолійович         | солдат |                                                                      | 31 травня 2015    |                 | Артемівськ |  |
| Жадько Ігор Віталійович                | солдат |                                                                      | 15 червня 2015    |                 | Горлівка |  |
| Трощилов Сергій Юрійович               | солдат |                                                                      | 22 червня 2015    |                 | Львів |  |
| Васюков Олексій Анатолійович           | солдат |                                                                      | 21 червня 2015    |                 | Маріуполь |  |
| Дудка Сергій Петрович                  | солдат |                                                                      | 6 серпня 2015     |                 | підірвався на фугасі |  |
| Ковтун Олександр Костянтинович         | старшина |                                                                      | 17 серпня 2016    |                 | |  |
| Корнійко Олександр Сергійович          | солдат |                                                                      | 16 лютого 2017    |                 | Горлівка |  |
| Делюкін Юрій Петрович                  | солдат |                                                                      | 16 лютого 2017    |                 | Горлівка |  |
| Третяк Олександр Євгенович             | старший солдат |                                                                      | 3 квітня 2017     |                 | Донецьк |  |
| Афанасьєв Віктор Вікторович            | солдат |                                                                      | 29 квітня 2017    |                 | Зайцеве |  |
| Шевченко Тарас Григорович              | старший солдат |                                                                      | 30 травня 2017    |                 | Залізне |  |
| Озєров Олексій Олегович                | солдат |                                                                      | 10 вересня 2017   |                 | [ 5 ] |  |
| Тимофєєв Ігор Євгенович                | солдат |                                                                      | 10 вересня 2017   |                 | [ 6 ] |  |
| Жуков Олександр Ігорович               | солдат |                                                                      | 28 жовтня 2017    |                 | Мар'їнка |  |
| Данілов Ростислав Олексійович          | солдат |                                                                      | 8 листопада 2017  |                 | Бої за Авдіївку |  |
| Калихалін Михайло Михайлович           | сержант |                                                                      | 19 листопада 2017 |                 | Кам'янка (Ясинуватський район) |  |
| Маслов Віктор Олегович                 | старший солдат |                                                                      | 28 листопада 2017 |                 | Бої за Авдіївку |  |
| Павленко Андрій Олексійович            | прапорщик |                                                                      | 7 грудня 2017     |                 | Бої за Авдіївку |  |
| Іванович Віталій Валентинович          | старший лейтенант                                                                                                   |                                                                      | 8 грудня 2017     |                 | Бої за Авдіївку |  |
| Караконстантин Федір Федорович         | лейтенант |                                                                      | 8 грудня 2017     |                 | Бої за Авдіївку |  |
| Борисенко Андрій Юрійович              | сержант |                                                                      | 20 грудня 2017    |                 | Бої за Авдіївку |  |
| Оріхівський Олексій Володимирович      | молодший сержант |                                                                      | 21 грудня 2017    |                 | Бої за Авдіївку |  |
| Золотарьов Юрій Анатолійович           | старший лейтенант                                                                                                   |                                                                      | 24 грудня 2017    |                 | Бої за Авдіївку |  |
| Товкач Андрій Віталійович              | старший солдат |                                                                      | 26 грудня 2017    |                 | Бої за Авдіївку |  |
| Шеленгович Іван Валерійович            | солдат |                                                                      | 29 грудня 2017    |                 | Бої за Авдіївку |  |
| Широкий Геннадій В'ячеславович         | старший солдат |                                                                      | 20 квітня 2018    |                 | від поранень у боях за Авдіївку |  |
| Румигін Шаміль (Семен) Михайлович      | солдат |                                                                      | 21 липня 2019     |                 | Бої за Щастя |  |
| Скітченко Нікіта Олександрович         | солдат |                                                                      | 21 липня 2019     |                 | Бої за Щастя |  |
| Стрижак Олексій Володимирович          | молодший сержант |                                                                      | 30 вересня 2021   |                 | Кам'янка (Очеретинська селищна громада) |  |
| Сирота Богдан Миколайович              | солдат |                                                                      | 2 квітня 2022     |                 | Загинув виконуючи бойове завдання. Похований в селі Пістинь Івано-Франківської області |  |
| Новіков Михайло                        | капітан |                                                                      | 19 травня 2022    |                 | Авдіївка |  |
| Грищенко Вадим Леонідович              | Старший солдат, старший стрілець 9 парашутно- десантної роти 3 парашутно- десантного батальйону                     | Житомир                                                              |                   | 29 вересня 2022 | |  |
| Бай Олексій Михайлович                 | Старший сержант |                                                                      | 25 жовтня 2022    | 39              | Новосадове Краматорського району Донецької області |  |
| Полюхович Іван Іванович                | стрілець-снайпер | Соломир, Рівненька область                                           | 28 жовтня 2022    |                 | поблизу села Червонопопівка Луганської області |  |
| Занозюк Олександр Петрович             | солдат | Костопіль, Рівненська область                                        | 25 грудня 2022    |                 | Загинув поблизу населеного пункту Червонопопівка Сєверодонецького району Луганської області. |  |
| Троян Олександр Вікторович             | солдат |                                                                      | 21 лютого 2023    |                 | біля населеного пункту Червонопопівка Севєродонецького району Луганської області |  |
| Ячало Сергій(«Махно»)                  | солдат |                                                                      |                   |                 | |  |
| Гордійчук Богдан                       | солдат | Козин, Рівненська область                                            | 13 березня 2023   |                 | біля населеного пункту Червонопопівка Севєродонецького району Луганської області |  |
| Безніс Валерій                         | радіотелефоніст зенітного артилерійського взводу третього парашутно-десантного батальйону                           | Хомутець Миргородської громади                                       | 30 вересня 2022   |                 | загинув у бою в районі села Ямполівка Краматорського району Донецької області |  |
| Івченко Павло Миколайович              | головний сержант, командир танка                                                                                    | Стрілкове Генічеського району Херсонської області                    | 9 квітня 2024     |                 | загинув в районі села Карлівка Покровського району Донецької області |  |
| солдат Близнюк Олександр Олександрович | | 30 березня 2023                                                      |                   |                 | |  |
| Едуард ІЩУК                            | Солдат. Навідник 12-ї парашутно-десантної роти                                                                      | село Городище                                                        | 29 серпня 2023    |                 | Луганська область |  |
| Чубок Сергій Олександрович             | 1 повітряно-десантний батальйон                                                                                     | в селі Гільча                                                        | 29 липня 2023     |                 | неподалік н.п. Берестове Сватівського р-ну Луганської обл |  |
| сержант Приступа Ігор Миколайович      | |                                                                      | 15 червня 2024    |                 | |  |
| Федорів Олег                           | Молодший лейтенант, командир взводу вогневої підтримки 3 парашутно-десантної роти 1 парашутно-десантного батальйону | Дашава Стрийської громади                                            | 25 січня 2024     |                 | поблизу населеного пункту Новоселівське Сватівського р-ну Луганської області |  |
| Состін Микола Миколайович              | Солдат | Харків                                                               | 29 жовтня 2024    | 39 років        | Загинув на Покровському напрямку |  |
| Козловський Віктор Станіславович       | Солдат - стрілець, помічник гранатометника                                                                          | Малин                                                                | 20 лютого 2023    |                 | [ 19 ] |  |
| Роман Чех                              | молодший лейтенант                                                                                                  |                                                                      | 25 лютого 2024    | 28 років        | загинувпід час бойового завдання біля Орлівки Покровського району на Донеччині |  |
| Сергій Бернадін                        | | Жмеринка                                                             | 31 липня 2025     |                 | Загинув під час виконання бойового завдання поблизу Кам'янки на Харківщині. |  |